# سيصورات وأشباهها
السيصورات الوأشباهها (الاسم العلمي: Sisoroidea) هي فوق فصيلة من الأسماك يتبع رتبة سلوريات الشكل من طائفة شعاعيات الزعانف.

## التصنيف
- السيصورات
  - السيصوراوات
    - السيصور